# Д
Д (minuskule д) je písmeno cyrilice.
V kavkazských jazycích je písmeno Д součástí spřežek Дж, Джв, Джь, Джъ, Дз, Дзу a Дә, některé z nich se vyskytují i v azbukách jazyků jiných jazykových rodin.
V latince písmenu Д odpovídá písmeno D (d), v gruzínském písmu písmeno დ a v arménském písmu písmeno Դ (դ).
V hlaholici písmenu Д odpovídá písmeno Ⰴ.